# Levreshölj
Levreshölj är en sjö i Falkenbergs kommun i Halland och ingår i Ätrans huvudavrinningsområde. Sjön har en area på 0,161 kvadratkilometer och ligger 74,4 meter över havet. Sjön avvattnas av vattendraget Hjärtaredån.

## Delavrinningsområde
Levreshölj ingår i det delavrinningsområde (634678-130969) som SMHI kallar för Inloppet i Byasjön. Medelhöjden är 101 meter över havet och ytan är 2,31 kvadratkilometer. Räknas de 3 avrinningsområdena uppströms in blir den ackumulerade arean 57,88 kvadratkilometer. Hjärtaredån som avvattnar avrinningsområdet har biflödesordning 3, vilket innebär att vattnet flödar genom totalt 3 vattendrag innan det når havet efter 53 kilometer. Avrinningsområdet består mestadels av skog (63 procent), öppen mark (12 procent) och jordbruk (16 procent). Avrinningsområdet har 0,15 kvadratkilometer vattenytor vilket ger det en sjöprocent på 6,7 procent.